# 2007 في فرنسا
فيما يلي قوائم الأحداث التي وقعت خلال عام 2007 في فرنسا.

## أحداث
- 22 أبريل – الانتخابات الرئاسية الفرنسية 2007

## سياسة

### تعيين في المنصب
- 16 مايو – سيسيليا ساركوزي spouse of the President of France  [لغات أخرى]‏.
- 16 مايو – نيكولا ساركوزي رئيس فرنسا.
- 17 مايو – فرنسوا فيون رئيس الوزراء الفرنسي،نائب فرنسي.
- 18 مايو – كريستين لاغارد وزير الزراعة،وزير الاقتصاد والمالية والصناعة  [لغات أخرى]‏.
- 18 مايو – ميشال آليو ماري وزير الداخلية،نائب فرنسي.
- 18 يونيو – جيرارد لارشيه رئيس بلدية.
- 20 يونيو – آرنو مونتبورغ نائب فرنسي.
- 20 يونيو – اوريلي فيليبيتي نائب فرنسي.
- 20 يونيو – إليزابيث غيغو نائب فرنسي.
- 20 يونيو – برنار كازنوف نائب فرنسي.
- 20 يونيو – برونو لو مير نائب فرنسي.
- 20 يونيو – برونو لورو نائب فرنسي.
- 20 يونيو – بيرنارد أكوير نائب فرنسي.
- 20 يونيو – جان فرنسوا كوبيه نائب فرنسي.
- 20 يونيو – جان كلود بيريز نائب فرنسي.
- 20 يونيو – جان لاسال نائب فرنسي.
- 20 يونيو – جان مارك أيرولت نائب فرنسي.
- 20 يونيو – دومينيك ستراوس كان نائب فرنسي.
- 20 يونيو – روزيلين باشيلو نائب فرنسي.
- 20 يونيو – رولاند بلوم نائب فرنسي.
- 20 يونيو – فاليري بيكريس نائب فرنسي.
- 20 يونيو – فرانسوا أولاند نائب فرنسي.
- 20 يونيو – فرانسوا دو روجي نائب فرنسي.
- 20 يونيو – فرنسوا بايرو نائب فرنسي.
- 20 يونيو – كريستيان توبيرا نائب فرنسي.
- 20 يونيو – لوران فابيوس نائب فرنسي.
- 20 يونيو – لوران فوكييه نائب فرنسي.
- 20 يونيو – ماري جورج بوفيه نائب فرنسي.
- 20 يونيو – مانويل فالس نائب فرنسي.
- 20 يونيو – ميشيل سابين رئيس بلدية.
- 20 يونيو – ناتالي كوسيوسكو موريزيت نائب فرنسي.
- 20 يونيو – نيكولا امالينا نائب فرنسي.

### انتهاء فترة المنصب
- 1 يناير – فرنسوا فيون عضو مجلس جهوي،عضو مجلس الشيوخ الفرنسي،نائب فرنسي.
- 26 مارس – نيكولا ساركوزي وزير الداخلية،رئيس المجلس الإداري ‏.
- 16 مايو – برناديت شيراك spouse of the President of France  [لغات أخرى]‏.
- 16 مايو – جاك شيراك رئيس فرنسا.
- 17 مايو – دومينيك دو فيلبان رئيس الوزراء الفرنسي.
- 1 يونيو – كريستين لاغارد وزير الزراعة.
- 19 يونيو – آرنو مونتبورغ نائب فرنسي.
- 19 يونيو – إليزابيث غيغو نائب فرنسي.
- 19 يونيو – برونو لورو نائب فرنسي.
- 19 يونيو – بيرنارد أكوير نائب فرنسي.
- 19 يونيو – جان إيف لودريان نائب فرنسي.
- 19 يونيو – جان كلود بيريز نائب فرنسي.
- 19 يونيو – جان لاسال نائب فرنسي.
- 19 يونيو – جان مارك أيرولت نائب فرنسي.
- 19 يونيو – جيلبرت ماير نائب فرنسي.
- 19 يونيو – دومينيك ستراوس كان نائب فرنسي،نائب فرنسي.
- 19 يونيو – رولاند بلوم نائب فرنسي.
- 19 يونيو – سيغولين رويال نائب فرنسي.
- 19 يونيو – فاليري بيكريس نائب فرنسي،نائب فرنسي.
- 19 يونيو – فرانسوا أولاند نائب فرنسي.
- 19 يونيو – فرنسوا بايرو نائب فرنسي.
- 19 يونيو – كريستيان توبيرا نائب فرنسي.
- 19 يونيو – لوران فابيوس نائب فرنسي.
- 19 يونيو – لوران فوكييه نائب فرنسي،نائب فرنسي.
- 19 يونيو – ماري جورج بوفيه نائب فرنسي.
- 19 يونيو – مانويل فالس نائب فرنسي.
- 19 يونيو – ناتالي كوسيوسكو موريزيت نائب فرنسي،نائب فرنسي.
- 16 يوليو – روزيلين باشيلو نائب فرنسي.
- 19 يوليو – ميشال آليو ماري نائب فرنسي.
- 15 أكتوبر – سيسيليا ساركوزي spouse of the President of France  [لغات أخرى]‏.

## رياضة
- 1 يناير – باريس-نيس 2007
- 1 يناير – دورة فرنسا المفتوحة 2007
- 1 يناير – سباق باريس روبيه 2007 الفائزون خوان أنطونيو فليتشا، ستيفن ويسمان، ستيوارت اوغرادي.

## ظهور
- 1 يناير – ساجيمكوم

## أفلام
من الأفلام التي صدرت هذه السنة في فرنسا:
- 1 يناير – أيام الظلام من إخراج دينيس أركاند.
- 1 يناير – الحياة الوردية من إخراج أوليفيه داهان.
- 1 يناير – الداخل من إخراج Alexandre Bustillo  [لغات أخرى]‏، Julien Maury  [لغات أخرى]‏.
- 1 يناير – العدو الحميم من إخراج فلوران اميليو سيري.
- 1 يناير – الفيلق الأخير من إخراج Doug Lefler [الإنجليزية]‏.
- 1 يناير – إليزابيث: العصر الذهبي من إخراج شيكار كابور.
- 1 يناير – تاكسي 4 من إخراج جيرار كراوزيك.
- 1 يناير – تحت القصف من إخراج فيليب عرقتنجي.
- 1 يناير – حلم كاسندرا من إخراج وودي آلن.
- 1 يناير – دنيا من إخراج جوسلين صعب.
- 1 يناير – رجل ضائع من إخراج دانيال عربيد.
- 1 يناير – ريزدنت إيفل: الانقراض من إخراج راسل مولكاهي.
- 1 يناير – زيارة الفرقة الموسيقية من إخراج عيران كوليرين.
- 1 يناير – سكر بنات من إخراج نادين لبكي.
- 1 يناير – سن أوف رامباو من إخراج جاريث جينجس.
- 1 يناير – سيغو فانغا من إخراج عبد القادر بالهادي.
- 1 يناير – قناع الغوص والفراشة من إخراج جوليان شنابل.
- 1 يناير – كارتوش فولواز من إخراج Mehdi Charef [الإنجليزية]‏.
- 1 يناير – كسكسي بالبوري من إخراج عبد اللطيف كشيش.
- 1 يناير – كل ما تريده لولا من إخراج نبيل عيوش.
- 1 يناير – مستر بينز هوليداي من إخراج Steve Bendelack [الإنجليزية]‏.
- 1 يناير – هي فوضى؟ من إخراج يوسف شاهين، خالد يوسف.
- 1 يناير – هيتمان من إخراج Xavier Gens [الإنجليزية]‏.
- 1 يناير – يومان في باريس من إخراج جولي دلبي.
- 7 فبراير – تمرد هانيبال من إخراج بيتر ويبر.
- 30 يوليو – ساعة الذروة 3 من إخراج بريت راتنر.
- 28 أغسطس – تكفير من إخراج جو رايت.
- 11 سبتمبر – الحرير من إخراج فرانسوا جيرارد.
- 15 سبتمبر – الملكة من إخراج ستيفن فريرز.

## برامج ومسلسلات وأنمي
- لي غينيول دو لانفو

## موسيقى

### ألبومات
من الألبومات التي صدرت هذه السنة في فرنسا:
- 13 أبريل – أفضل شيء ملعون من غناء آفريل لافين.

## وفيات

### يناير
- 9 يناير – جون بيير فرنان (مواليد 1914) مؤرخ فرنسي.
- 22 يناير – أبي بيار (مواليد 1912) قس كاثوليكي فرنسي.
- 24 يناير – جان فرانسوا دينيو (مواليد 1928) سياسي فرنسي.
- 26 يناير – جان إشبيا (مواليد 1940)

### مارس
- 6 ديسمبر – مارسيل لوبورني (مواليد 1939)
- 6 مارس – جان بودريار (مواليد 1929)
- 8 مارس – ألبيرت بال (مواليد 1916) كاتب فرنسي.
- 14 مارس – روجر بيوفراند (مواليد 1908) دراج فرنسي.
- 22 سبتمبر – مارسيل مارسو (مواليد 1923)

### أبريل
- 17 أبريل – ريمون كايلبيل (مواليد 1932) لاعب كرة قدم فرنسي.
- 19 أبريل – جان بيير كاسل (مواليد 1932)
- 21 أبريل – جول سبروليا (مواليد 1929) لاعب كرة قدم فرنسي.
- 30 أبريل – غريغوري لومارشال (مواليد 1983) مغني فرنسي.

### مايو
- 12 مايو – بيير فافر (مواليد 1940) سياسي فرنسي.
- 18 مايو – بيير دي جين (مواليد 1932)

### يونيو
- 19 يونيو – زئيف شيف (مواليد 1933) صحفي إسرائيلي.

### يوليو
- 22 يوليو – جان ستابلينسكي (مواليد 1932) دراج فرنسي.
- 29 يوليو – ميشال سيرو (مواليد 1928) ممثل فرنسي.

### أغسطس
- 25 أغسطس – رايمون باغ (مواليد 1924) سياسي فرنسي.

### سبتمبر
- 7 سبتمبر – دوريس ميتاكسا (مواليد 1911) لاعبة كرة مضرب فرنسية.
- 14 سبتمبر – جاك مارتن (مواليد 1933)
- 22 سبتمبر – مارسيل مارسو (مواليد 1923)
- 28 سبتمبر – سيلفان ماركايو (مواليد 1911) دراج فرنسي.

### أكتوبر
- 22 أكتوبر – إيف كوري (مواليد 1904)
- 29 أكتوبر – كريستيان دوريولا (مواليد 1928) مسايف فرنسي.

### نوفمبر
- 3 نوفمبر – سوزان باشلار (مواليد 1919) فيلسوفة فرنسية.
- 7 نوفمبر – لوسيان بونيت (مواليد 1933) لاعب كرة قدم فرنسي.
- 22 نوفمبر – موريس بيجار (مواليد 1927)
- 26 نوفمبر – بيير ميكيل (مواليد 1930)

### ديسمبر
- 6 ديسمبر – مارسيل لوبورني (مواليد 1939)
- 13 ديسمبر – فيليب كلاي (مواليد 1927)
- 22 ديسمبر – جوليان جراك (مواليد 1910) كاتب فرنسي.